# Auto Europe
Auto Europe er en amerikansk virksomhed, der formidler udlejning af biler. Deres hovedsæde ligger i delstaten Maines største by Portland og de har en filial i Storbritanniens hovedstad London, samt en i München.
Bookingcentralen for Europa ligger i München. Her modtager og formidler ca. 140 af Auto Europes egne callcenter-medarbejdere opkald og reservationer fra hele Europa. Bilerne bliver leveret af Auto Europes partnerne, der blandt andre tæller Avis , Europcar og Budget.

## Historie
Firmaet blev i 1954 grundlagt i USA med formålet at udleje Volkswagens bobbel til amerikanere der ønskede at besøge deres udstationerede børn i Tyskland. Derfra udviklede konceptet sig og efter et ledelsesskift i 1994 er aktiviteterne udvidet og nye markeder er kommet til. I 2003 blev de to europæiske filialer åbnede.
De begrænser sig ikke kun til biludlejning til privatkunder. Med mere en 7.000 udlejningslokationer i over 100 lande tilbyder virksomheden transfer service, billeje med chauffør, luksusbiler, sportsvogne, autocampere, minibusser, varevogne, samt udlejning af GPS-navigatorer og mobiltelefoner.
Auto Europe formidler i dag lejebiler i Europa, Nord- og Sydamerika, Australien, Sydøstasien, Mellemøsten og i Afrika.